# Asystel Volley 2005-2006
Questa voce raccoglie le informazioni riguardanti l'Asystel Volley nelle competizioni ufficiali della stagione 2005-2006.

## Stagione
La stagione 2005-06 è per l'Asystel Volley, sponsorizzata dal Sant'Orsola, la terza consecutiva in Serie A1; sulla panchina viene chiamato un nuovo allenatore, Alessandro Chiappini, mentre la rosa viene parzialmente rinnovata: lasciano la squadra pedine importanti come Virginie De Carne, Małgorzata Glinka e Manon Flier, sostituite da giocatrici come Taismary Agüero, Nataša Osmokrović e Cristina Pîrv, mentre tra le conferme quelle di Qui He, Sara Anzanello e Paola Cardullo.
La stagione si apre con la Supercoppa italiana: la formazione novarese supera in semifinale la Pallavolo Sirio Perugia e poi in finale vince al tie-break contro il Volley Bergamo, aggiudicandosi il torneo per la seconda volta.
Il campionato inizia con tre vittorie consecutive, mentre la prima sconfitta arriva alla quarta giornata, in casa del Chieri Volley che si impone per 3-2; dopo un secondo stop consecutivo contro il Volley Bergamo, la formazione novarese inanella quattro successi consecutivi, per poi terminare il girone d'andata con due nuove sconfitte: la prima parte di campionato si conclude con il quarto posto in classifica. Il girone di ritorno comincia con quattro successi, mentre la prima partita persa è quella contro il Volley Bergamo: il resto del campionato è caratterizzato da soli successi, eccetto per le ultime due gare; l'Asystel Volley conclude quindi la regular season al terzo posto. Nei play-off scudetto, ai quarti di finale, la sfida è il derby piemontese tra le squadre di Novara e Chieri: la formazione di Chiappini riesce a vincere la serie ed accedere alle semifinali, sfidando il Volley Bergamo; la squadra orobica tuttavia vince le tre gare utili per passare il turno, eliminando l'Asystel dalla corsa al titolo di campione d'Italia.
Alla Coppa Italia partecipano tutte le squadre che disputano la Serie A1 2005-06: l'Asystel Volley, grazie al piazzamento ottenuto nella stagione 2004-05 parte direttamente dai quarti di finale, dove però viene sconfitta dalla Pallavolo Sirio Perugia sia nella gara di andata che in quella di ritorno, venendo eliminata.
Il terzo posto in regular season ed il raggiungimento dei quarti di finale dei play-off scudetto nella stagione 2004-05 hanno consentito al club piemontese di disputare la Top Teams Cup, seconda competizione europea per importanza. Nella fase a gironi l'Asystel vince tutte le partite, eccetto quella della seconda giornata, contro l'Odbojkaški klub Poštar, chiudendo al primo posto in classifica; vince poi i quarti di finale battendo sia nella gara di andata che in quella di ritorno la squadra belga del Dauphines Charleroi, accedendo così alla Final Four di Mosca: in semifinale travolge per 3-0 il Klub Sportowy Pałac Bydgoszcz e, con lo stesso risultato, vince anche contro le padrone di casa dello Ženskij volejbol'nyj klub Dinamo Moskva, aggiudicandosi per la prima volta il trofeo.

## Organigramma societario
Area direttiva
- Presidente: Antonio Caserta

Area tecnica
- Allenatore: Alessandro Chiappini
- Allenatore in seconda: Luca Chiappini
- Scout man: Fabio Gabban

Area sanitaria
- Medico: Paola Nanotti
- Preparatore atletico: Giorgio D'Urbano, Alessandro Orlando
- Fisioterapista: Rocco Cirò

## Rosa
| N° | Nome              | Ruolo | Data di nascita | Nazionalità sportiva |
| -- | ----------------- | ----- | --------------- | -------------------- |
| 1  | Sara Anzanello    | C     | 30 luglio 1980  | Italia               |
| 2  | Iuliana Nucu      | C     | 4 ottobre 1980  | Romania              |
| 4  | Monica Corbellini | P     | 21 maggio 1988  | Italia               |
| 6  | Valeria Alberti   | L     | 9 maggio 1984   | Italia               |
| 6  | Isotta Baigueri   | L     | 26 ottobre 1982 | Italia               |
| 7  | Qui He            | P     | 24 agosto 1973  | Cina                 |
| 8  | Veronica Angeloni | S     | 6 luglio 1986   | Italia               |
| 10 | Paola Cardullo    | L     | 10 marzo 1982   | Italia               |
| 11 | Cristina Pîrv     | S     | 29 giugno 1972  | Romania              |
| 12 | Taismary Agüero   | S/O   | 5 marzo 1977    | Cuba                 |
| 13 | Nataša Osmokrović | S     | 27 maggio 1976  | Croazia              |
| 15 | Anja Spasojević   | S/O   | 4 luglio 1983   | Serbia e Montenegro  |
| 16 | Gilda Lombardo    | S     | 2 luglio 1989   | Italia               |
| 16 | Chiara Borgogno   | C     | 8 febbraio 1984 | Italia               |
| 16 | Raffaella Calloni | C     | 4 maggio 1983   | Italia               |
| 18 | Elisa Muri        | P     | 10 giugno 1984  | Italia               |

## Mercato
| Acquisti | Acquisti          | Acquisti      | Acquisti   |
| R.       | Nome              | da            | Modalità   |
| -------- | ----------------- | ------------- | ---------- |
| S/O      | Taismary Agüero   | Sirio Perugia | definitivo |
| S        | Veronica Angeloni | Chieri        | definitivo |
| L        | Isotta Baigueri   | giovanili     | definitivo |
| C        | Chiara Borgogno   | giovanili     | definitivo |
| C        | Raffaella Calloni | Busto Arsizio | definitivo |
| S        | Gilda Lombardo    | giovanili     | definitivo |
| P        | Elisa Muri        | Airone        | definitivo |
| S        | Nataša Osmokrović | Airone        | definitivo |
| S        | Cristina Pîrv     | RC Cannes     | definitivo |

| Cessioni | Cessioni            | Cessioni      | Cessioni   |
| R.       | Nome                | a             | Modalità   |
| -------- | ------------------- | ------------- | ---------- |
| L        | Valeria Alberti     | Corridonia    | definitivo |
| S        | Cristina Barcellini | giovanili     | definitivo |
| S/O      | Virginie De Carne   | Tenerife      | definitivo |
| S/O      | Manon Flier         | Martinus      | definitivo |
| S        | Małgorzata Glinka   | RC Cannes     | definitivo |
| C        | Olessya Kulakova    | -             | ritirata   |
| C        | Laura Nicolini      | River         | definitivo |
| P        | Bojana Radulović    | Le Cannet     | definitivo |
| S        | Natalia Viganò      | Busto Arsizio | definitivo |

## Risultati

### Serie A1

#### Girone di andata
| 1ª giornata - 9 ottobre 2005 PalaDalLago, Novara                   | Asystel            | 3 - 0 | Arzano            | 25-15, 25-17, 25-16               |
| 2ª giornata - 12 ottobre 2005 PalaArcella, Padova                  | Club Padova        | 0 - 3 | Asystel           | 23-25, 19-25, 15-25               |
| 3ª giornata - 16 ottobre 2005 PalaDalLago, Novara                  | Asystel            | 3 - 0 | Santeramo         | 25-14, 25-22, 25-23               |
| 4ª giornata - 30 ottobre 2005 PalaMaddalene, Chieri                | Chieri             | 3 - 2 | Asystel           | 25-23, 18-25, 17-25, 25-16, 15-13 |
| 5ª giornata - 6 novembre 2005 PalaDalLago, Novara                  | Asystel            | 2 - 3 | Bergamo           | 22-25, 23-25, 25-21, 32-30, 11-15 |
| 6ª giornata - 27 novembre 2005 PalaTriccoli, Jesi                  | Giannino Pieralisi | 0 - 3 | Asystel           | 20-25, 18-25, 18-25               |
| 7ª giornata - 4 dicembre 2005 PalaDalLago, Novara                  | Asystel            | 3 - 1 | Forlì             | 25-20, 25-18, 17-25, 25-13        |
| 8ª giornata - 11 dicembre 2005 Palasport Città di Vicenza, Vicenza | Vicenza            | 1 - 3 | Asystel           | 25-15, 21-25, 18-25, 21-25        |
| 9ª giornata - 18 dicembre 2005 PalaDalLago, Novara                 | Asystel            | 3 - 0 | Airone            | 25-15, 25-17, 25-22               |
| 10ª giornata - 7 gennaio 2006 PalaEvangelisti, Perugia             | Sirio Perugia      | 1 - 3 | Asystel           | 23-25, 18-25, 25-22, 21-25        |
| 11ª giornata - 15 gennaio 2006 PalaDalLago, Novara                 | Asystel            | 1 - 3 | Robursport Pesaro | 15-25, 20-25, 25-22, 22-25        |

#### Girone di ritorno
| 12ª giornata - 22 gennaio 2006 PalaCasoria, Arzano                | Arzano            | 0 - 3 | Asystel            | 18-25, 23-25, 18-25               |
| 13ª giornata - 25 gennaio 2006 PalaDalLago, Novara                | Asystel           | 3 - 0 | Club Padova        | 25-23, 26-24, 25-15               |
| 14ª giornata - 28 gennaio 2006 PalaCooper, Santeramo in Colle     | Santeramo         | 1 - 3 | Asystel            | 21-25, 26-24, 22-25, 15-25        |
| 15ª giornata - 4 febbraio 2006 PalaDalLago, Novara                | Asystel           | 3 - 0 | Chieri             | 25-15, 25-20, 25-21               |
| 16ª giornata - 19 febbraio 2006 PalaNorda, Bergamo                | Bergamo           | 3 - 2 | Asystel            | 26-24, 27-25, 23-25, 19-25, 15-13 |
| 17ª giornata - 26 febbraio 2006 PalaDalLago, Novara               | Asystel           | 3 - 1 | Giannino Pieralisi | 25-22, 22-25, 25-21, 25-22        |
| 18ª giornata - 4 marzo 2006 PalaGalassi, Forlì                    | Forlì             | 1 - 3 | Asystel            | 25-22, 23-25, 18-25, 19-25        |
| 19ª giornata - 8 marzo 2006 PalaDalLago, Novara                   | Asystel           | 3 - 0 | Vicenza            | 25-19, 25-16, 25-17               |
| 20ª giornata - 19 marzo 2006 PalaITC, Tortolì                     | Airone            | 0 - 3 | Asystel            | 19-25, 17-25, 19-25               |
| 21ª giornata - 25 marzo 2006 PalaDalLago, Novara                  | Asystel           | 0 - 3 | Sirio Perugia      | 20-25, 20-25, 21-25               |
| 22ª giornata - 1º aprile 2006 PalaDionigi, Sant'Angelo in Lizzola | Robursport Pesaro | 3 - 2 | Asystel            | 25-23, 22-25, 21-25, 25-20, 15-9  |

#### Play-off scudetto
| Quarti di finale (gara 1) - 4 aprile 2006 PalaDalLago, Novara   | Asystel | 3 - 1 | Chieri  | 22-25, 25-20, 25-18, 25-22 |
| Quarti di finale (gara 2) - 9 aprile 2006 PalaMaddalene, Chieri | Chieri  | 3 - 1 | Asystel | 23-25, 27-25, 25-22, 25-20 |
| Quarti di finale (gara 3) - 12 aprile 2006 PalaDalLago, Novara  | Asystel | 3 - 1 | Chieri  | 22-25, 25-18, 25-18, 25-18 |
| Semifinali (gara 1) - 15 aprile 2006 PalaNorda, Bergamo         | Bergamo | 3 - 0 | Asystel | 25-20, 25-12, 25-21        |
| Semifinali (gara 2) - 19 aprile 2006 PalaDalLago, Novara        | Asystel | 0 - 3 | Bergamo | 21-25, 21-25, 21-25        |
| Semifinali (gara 3) - 22 aprile 2006 PalaNorda, Bergamo         | Bergamo | 3 - 0 | Asystel | 25-20, 25-20, 25-23        |

### Coppa Italia

#### Fase a eliminazione diretta
| Quarti di finale (andata) - 1º febbraio 2006 PalaEvangelisti, Perugia | Sirio Perugia | 3 - 1 | Asystel       | 25-21, 25-20, 22-25, 31-29 |
| Quarti di finale (ritorno) - 8 febbraio 2006 PalaDalLago, Novara      | Asystel       | 1 - 3 | Sirio Perugia | 25-19, 15-25, 21-25, 17-25 |

### Supercoppa italiana

#### Fase a eliminazione diretta
| Semifinali - 22 ottobre 2005 PalaRuffini, Torino | Sirio Perugia | 1 - 3 | Asystel | 16-25, 25-23, 22-25, 17-25       |
| Finale - 23 ottobre 2005 PalaRuffini, Torino     | Bergamo       | 2 - 3 | Asystel | 25-27, 24-26, 25-20, 25-23, 6-15 |

### Top Teams Cup

#### Fase a gironi
| 1ª giornata - 25 ottobre 2005 Rapid Hall Bucaresti, Bucarest | Metal Galați | 1 - 3 | Asystel      | 26-24, 19-25, 18-25, 21-25        |
| 2ª giornata - 3 novembre 2005 PalaDalLago, Novara            | Asystel      | 2 - 3 | Poštar       | 22-25, 25-22, 25-27, 25-18, 14-16 |
| 3ª giornata - 30 novembre 2005 USZ Družba, Mosca             | Dinamo Mosca | 1 - 3 | Asystel      | 22-25, 21-25, 25-22, 22-25        |
| 4ª giornata - 6 dicembre 2005 PalaDalLago, Novara            | Asystel      | 3 - 0 | Dinamo Mosca | 27-25, 25-21, 25-20               |
| 5ª giornata - 14 dicembre 2005 Sport Eko, Belgrado           | Poštar       | 0 - 3 | Asystel      | 22-25, 28-30, 22-25               |
| 6ª giornata - 20 dicembre 2005 PalaDalLago, Novara           | Asystel      | 3 - 0 | Metal Galați | 25-15, 25-15, 25-15               |

#### Fase a eliminazione diretta
| Quarti di finale (andata) - 11 gennaio 2006 PalaDalLago, Novara       | Asystel             | 3 - 0 | Dauphines Charleroi | 25-16, 25-8, 25-11         |
| Quarti di finale (ritorno) - 18 gennaio 2006 Salle Ballens, Charleroi | Dauphines Charleroi | 1 - 3 | Asystel             | 20-25, 23-25, 25-23, 15-25 |
| Semifinali - 11 marzo 2006 USZ Družba, Mosca                          | Pałac Bydgoszcz     | 0 - 3 | Asystel             | 21-25, 15-25, 23-25        |
| Finale - 12 marzo 2006 USZ Družba, Mosca                              | Asystel             | 3 - 0 | Dinamo Mosca        | 25-17, 25-21, 28-26        |

## Statistiche

### Statistiche di squadra
| Competizione        | Punti | In casa | In casa | In casa | In trasferta | In trasferta | In trasferta | Totale | Totale | Totale |
| Competizione        | Punti | G       | V       | P       | G            | V            | P            | G      | V      | P      |
| ------------------- | ----- | ------- | ------- | ------- | ------------ | ------------ | ------------ | ------ | ------ | ------ |
| Serie A1            | 52    | 14      | 10      | 4       | 14           | 8            | 6            | 28     | 18     | 10     |
| Coppa Italia        | -     | 1       | 0       | 1       | 1            | 0            | 1            | 2      | 0      | 2      |
| Supercoppa italiana | -     | -       | -       | -       | -            | -            | -            | 2      | 2      | 0      |
| Top Teams Cup       | 11    | 4       | 3       | 1       | 4            | 4            | 0            | 10     | 9      | 1      |
| Totale              | -     | 19      | 13      | 6       | 19           | 12           | 7            | 42     | 29     | 13     |

G = partite giocate; V = partite vinte; P = partite perse

### Statistiche dei giocatori
| T. Agüero     | 27 | 477 | 420 | 27 | 30 | 2 | 37 | 35 | 1 | 1 | 2 | 47 | 43  | 2  | 2 | Statistiche assenti | Statistiche assenti |
| V. Alberti    | 1  | -   | -   | -  | -  | - | -  | -  | - | - | 0 | -  | -   | -  | - | Statistiche assenti | Statistiche assenti |
| V. Angeloni   | 22 | 101 | 93  | 5  | 3  | 2 | 3  | 2  | 1 | 0 | 2 | 0  | 0   | 0  | 0 | Statistiche assenti | Statistiche assenti |
| S. Anzanello  | 28 | 270 | 197 | 65 | 8  | 2 | 24 | 17 | 6 | 1 | 2 | 19 | 230 | 74 | 9 | Statistiche assenti | Statistiche assenti |
| I. Baigueri   | 9  | -   | -   | -  | -  | 1 | -  | -  | - | - | - | -  | -   | -  | - | Statistiche assenti | Statistiche assenti |
| C. Borgogno   | -  | -   | -   | -  | -  | - | -  | -  | - | - | - | -  | -   | -  | - | Statistiche assenti | Statistiche assenti |
| R. Calloni    | 11 | 94  | 66  | 23 | 5  | 2 | 7  | 6  | 0 | 1 | 2 | 15 | 7   | 7  | 1 | Statistiche assenti | Statistiche assenti |
| P. Cardullo   | 20 | -   | -   | -  | -  | 2 | -  | -  | - | - | 2 | -  | -   | -  | - | Statistiche assenti | Statistiche assenti |
| M. Corbellini | -  | -   | -   | -  | -  | - | -  | -  | - | - | - | -  | -   | -  | - | Statistiche assenti | Statistiche assenti |
| Q. He         | 25 | 63  | 42  | 11 | 10 | 2 | 3  | 1  | 2 | 0 | 2 | 7  | 5   | 0  | 2 | Statistiche assenti | Statistiche assenti |
| G. Lombardo   | -  | -   | -   | -  | -  | - | -  | -  | - | - | - | -  | -   | -  | - | Statistiche assenti | Statistiche assenti |
| E. Muri       | 7  | 5   | 2   | 1  | 2  | 1 | 0  | 0  | 0 | 0 | 0 | 0  | 0   | 0  | 0 | Statistiche assenti | Statistiche assenti |
| I. Nucu       | 20 | 140 | 97  | 41 | 2  | 2 | 8  | 6  | 2 | 0 | 2 | 4  | 3   | 1  | 0 | Statistiche assenti | Statistiche assenti |
| N. Osmokrović | 27 | 377 | 315 | 51 | 11 | 2 | 18 | 17 | 1 | 0 | 2 | 28 | 20  | 6  | 2 | Statistiche assenti | Statistiche assenti |
| C. Pîrv       | 19 | 159 | 146 | 11 | 2  | 2 | 20 | 16 | 4 | 0 | 2 | 33 | 31  | 1  | 1 | Statistiche assenti | Statistiche assenti |
| A. Spasojević | 21 | 76  | 66  | 4  | 6  | 2 | 6  | 5  | 0 | 1 | 1 | 0  | 0   | 0  | 0 | Statistiche assenti | Statistiche assenti |

P = presenze; PT = punti totali; AV = attacchi vincenti; MV = muri vincenti; BV = battute vincenti